# 20862 Jenngoedhart
20862 Jenngoedhart è un asteroide della fascia principale. Scoperto nel 2000, presenta un'orbita caratterizzata da un semiasse maggiore pari a 2,2383989 UA e da un'eccentricità di 0,1255407, inclinata di 5,07341° rispetto all'eclittica.